# Bulbophyllum microtes
Bulbophyllum microtes är en orkidéart som beskrevs av Rudolf Schlechter. Bulbophyllum microtes ingår i släktet Bulbophyllum och familjen orkidéer. Inga underarter finns listade i Catalogue of Life.